# Сиденко, Константин Семёнович
Константи́н Семёнович Сиде́нко (род. 2 февраля 1953, Хабаровск, РСФСР, СССР) — российский военачальник, командующий войсками Восточного военного округа (2010—2013), командующий Балтийским флотом (2006—2007), командующий Тихоокеанским флотом (2007—2010). Адмирал (10.06.2010).

## Биография
В 1970 году в 17 лет поступил в Тихоокеанское высшее военно-морское училище имени С. О. Макарова. Окончил училище в 1975 году и начал службу на атомной подводной лодке на Камчатке.
Службу проходил командиром БЧ-3, помощником командира подводной лодки (1975—1981), старшим помощником командира подводной лодки (1981—1982), командиром экипажа подводной лодки, командиром атомной подводной лодки проекта 971 (1983—1987) на 2-й флотилии подводных лодок Тихоокеанского флота.
В 1982 году поступил на Высшие специальные офицерские классы ВМФ, которые окончил в 1983.
В 1987 году поступил в Военно-морскую академию имени Маршала Советского Союза А. А. Гречко. В 1989 году, после окончания академии, назначен на должность заместителя командира 45-й дивизии подводных лодок Тихоокеанского флота (1989—1992).
В 1992 году поступил в Военную академию Генерального штаба Вооружённых Сил РФ. В 1994 году, после окончания академии, назначен командиром 45-й дивизии подводных лодок (1994—1996).
5 мая 1995 года ему было присвоено воинское звание контр-адмирала.
В ноябре 1996 года назначен начальником штаба — первым заместителем командующего 2-й флотилии подводных лодок (б. Крашенинникова, город Вилючинск, полуостров Камчатка).
1 мая 1998 года флотилия была переформирована в 16-ю эскадру подводных лодок.
С 1 мая 1998 года до 30 июля 1999 года служил начальником штаба 16-й эскадры подводных лодок.
С августа 1999 года — начальник штаба — первый заместитель командующего войсками и силами на Северо-Востоке Валерия Дорогина. 26 марта 2000 года вице-адмирал Дорогин был избран депутатом Государственной Думы РФ 3-го созыва. Спустя три месяца, в июне 2000 года, командующим войсками и силами на Северо-Востоке был назначен Константин Сиденко.
9 июня 2001 года присвоено воинское звание вице-адмирала.
С апреля 2002 года — начальник штаба — первый заместитель командующего Тихоокеанским флотом.
С 6 мая 2006 года — командующий Балтийским флотом.
С 6 декабря 2007 года — командующий Тихоокеанским флотом.
В 2009 году командовал отрядом кораблей Тихоокеанского флота, в апреле прибывшего в Аденский залив для участия в международной миссии по борьбе с сомалийскими пиратами, в состав отряда входили ТАРК «Пётр Великий», БПК «Адмирал Пантелеев», морской буксир «МБ-37» и танкеры «Ижора» и «Иркут». На кораблях находились подразделения морской пехоты.
В июне 2010 года присвоено воинское звание адмирала.
С июля 2010 года — временно исполняющий обязанности командующего войсками только что созданного Восточного военного округа.
29 октября 2010 года указом Президента РФ Д. А. Медведева назначен командующим войсками Восточного военного округа.
В декабре 2011 года баллотировался в депутаты Государственной думы по списку партии «Единая Россия». По итогам выборов получил право на депутатский мандат однако отказался от него. Мандат был передан депутату предыдущего созыва Эльмире Глубоковской.
9 октября 2013 года уволен в отставку в связи с достижением предельного возраста пребывания на военной службе.
В 2014 году назначен директором Дальневосточного центра по обращению с радиоактивными отходами (ДВЦ «ДальРАО») — филиала «РосРАО», входящего в структуру госкорпорации «Росатом».
В 2015 году избран председателем Владивостокского морского собрания.
С 5 февраля 2020 года исполняющий обязанности генерального директора ФГУП «РосРАО», с 31 июля 2020 года по 2022 год — генеральный директор ФГУП «Федеральный экологический оператор».
В настоящее время — председатель Владивостокского морского собрания, президент Федерации зимнего плавания России.

## Награды
- Орден «За службу Родине в Вооружённых Силах СССР» III степени,
- Орден «За военные заслуги» (1999),
- Орден «За морские заслуги» (3.06.2006)[13],
- медали СССР и РФ.